# Глас, Аренд
Аренд Дирк Глас (нидерл. Arend Dirk Glas, 29 октября 1968, Яуре, Фрисландия) — голландский бобслеист, пилот, выступавший за сборную Нидерландов с 1992 года по 2006-й. Участник двух зимних Олимпийских игр, неоднократный призёр национального первенства, различных этапов Кубка мира и Европы.

## Биография
Аренд Глас родился 29 октября 1968 года в городе Яуре, провинция Фрисландия. С ранних лет увлекался спортом, в 1992 году решил попробовать себя в бобслее, прошёл отбор в национальную сборную и вскоре стал ведущим пилотом страны. На международной арене, тем не менее, долгое время не мог показывать достойные результаты. Наиболее удачно проявил себя только в сезоне 2001/02, когда занял двенадцатое место в двойках на чемпионате мира в швейцарском Санкт-Морице, добрался до пятой строки в общем зачёте Кубка мира и не европейском первенстве в Кортина-д’Ампеццо немного не дотянул до бронзовой медали, со своей четвёркой приехал четвёртым. Благодаря череде успешных выступлений Глас удостоился права защищать честь страны на зимних Олимпийских играх года в Солт-Лейк-Сити, где впоследствии занял шестнадцатое место с двухместным экипажем и семнадцатое с четырёхместным.
Дальнейшая его карьера складывалась менее удачно, голландец всё реже попадал на крупнейшие международные соревнования, а в рейтинге сильнейших бобслеистов мира лишь иногда попадал в двадцатку. Однако и этого хватило для квалификации на Олимпиаду 2006 года Турин, Глас возлагал на эти заезды большие надежды, но выступил примерно на том же уровне, что и в прошлый раз: девятнадцатое место в двойках и шестнадцатое в четвёрках. Так как конкуренция в сборной на тот момент резко возросла, в частности появился более перспективный пилот Эдвин ван Калкер, вскоре Аренд Глас принял решение завершить карьеру профессионального спортсмена.
В 1998 году голландская антифашистская организация Kafka обвиняла Гласа в причастности к право-радикальной экстремистской партии Centre Party '86, хотя сам спортсмен категорически отрицал какую-либо связь с ними.